# Otto Friedrich Raum
Otto Friedrich Raum (* 29. April 1903 in Moshi; † 21. Mai 2002 in Langenbach) war ein deutscher Ethnologe.

## Leben
Er besuchte das Lehrerseminar in Schwabach und legte dort die Prüfungen ab. 1934 erhielt er ein Stipendium und zog nach London, um Ethnologie und Pädagogik an der London School of Economics (LSE) zu studieren. Bronislaw Malinowski, Raymond Firth und Audrey Richards waren unter seinen Lehrern. Er schloss 1938 seine Doktorarbeit über die Kindheit in Chaga ab. Kurz vor dem Ende des Zweiten Weltkriegs nahm Raum eine Stelle als Lehrer in Hermannsburg an. 1949 wurde er zum Dozenten am Department for Education des University College of Fort Hare ernannt. 1960 wurde Raum Vorsitzender der Abteilung für Anthropologie am University College of Fort Hare und Nachfolger von Zachariah Keodirelang Matthews. Er ging 1968 in den Ruhestand und zog schließlich nach Deutschland.

## Schriften (Auswahl)
- Umgang mit Bantu. Nürnberg 1957, OCLC 248415314.
- Der Afrikaner in der modernen Wirtschaft. Berlin 1961, OCLC 971387152.
- Der Beitrag der Schutztruppenoffiziere zur Völkerkunde von Deutsch-Ostafrika. Berlin 1988, OCLC 1068252747.
- Chaga childhood. A description of indigenous education in an East African tribe. Hamburg 1997, ISBN 3-89473-874-X.